# 杂煮

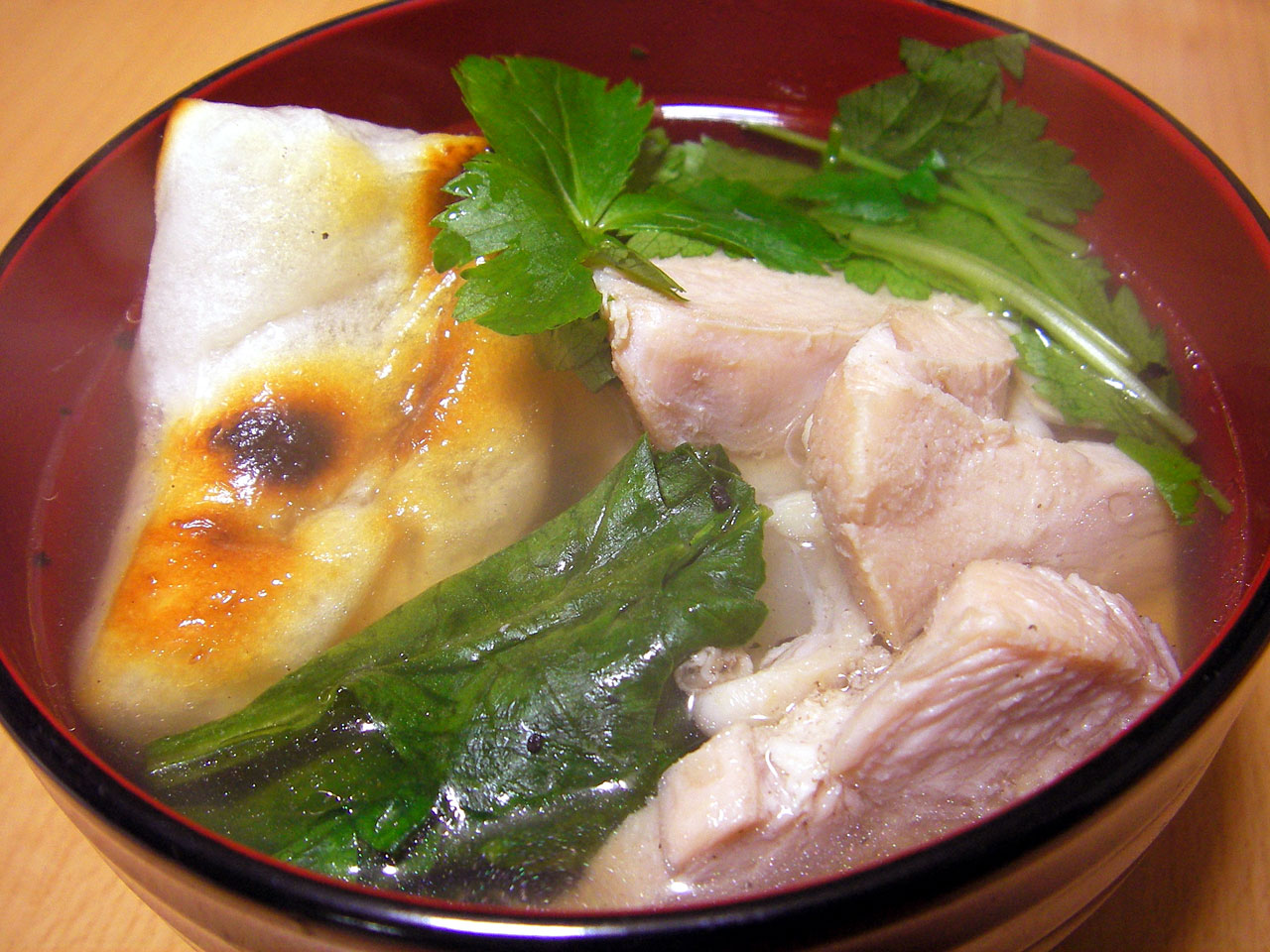
常见的杂煮

杂煮（日语：／*），又译作年糕汤，是日本以麻糬为主要原料的一道料理，常在日本新年期间烹调并食用。各地都有许多不同的做法。